# Fabio Soldaini
Fabio Soldaini (Castelfranco di Sotto, 17 ottobre 1931 – Empoli, 8 aprile 2012) è stato un calciatore italiano, di ruolo portiere.
Era soprannominato il "ragno volante".

## Carriera
Cresciuto nella Dinamo Santa Croce, debuttò fra i professionisti nel 1950 in Serie C con la maglia del Signa. Alla fine della stagione fu riconosciuto come il miglior portiere di Serie C.
Venne ingaggiato dal Legnano, allora militante in Serie A. Debutta in massima serie nel febbraio 1952 e gioca complessivamente cinque incontri. Dopo la retrocessione del suo club, rimane nella società lombarda per altre cinque stagioni di Serie B.
In seguito passa al Taranto, dove gioca per altri due anni fra i cadetti.
La sua ultima squadra fu la Cuoiopelli, dove chiuse la carriera a 37 anni.
È scomparso nel 2012, all'età di 80 anni.